# جيمس ناشتوي
جيمس ناشتوي (بالإنجليزية: James Nachtwey)‏ (ولد في 14 مارس 1948)، مصور صحفي ومصور حرب أمريكي. حصل علي جائزة روبرت كابا الذهبية خمس مرات في نادي الصحافة لما وراء البحار، وجائزتين من جوائز مؤسسة الصحافة العالمية للصور. في عام 2003، أصيب ناشتوي في هجوم بقنبلة يدوية علي قافلته أثناء عمله في بغداد، لكنه تعافي منها بالكامل. عمل ناشتوي مع تايم كمصور للعقد منذ عام 1984. كما عمل في النجمة السوداء ما بين عامي 1980 و 1985، ثم عضوا في صور ماغنوم من عام 1986 إلي عام 2001، ثم عضوا مؤسسا في وكالة الصور السابعة من عام 2001 وحتي عام 2011.

## الحياة والعمل
نشأ ناشتوي في ولاية ماساتشوستس وتخرج من كلية دارتموث، حيث درس تاريخ الفن والعلوم السياسية (1966-1970).
في عام 1976، بدأ ناشتوي العمل كمصور للجرائد في مجلة البوكيرك. ثم انتقل إلي نيويورك وبدأ العمل فيها كمصور مستقل في عام 1980. في عام 1981، غطي مهمته الأولي في أيرلندا الشمالية والتي توضح الصراع المدني. قام بتوثيق مجموعة متنوعة من النزاعات المسلحة والقضايا الاجتماعية، وقضاء بعض الوقت في جنوب إفريقيا وأمريكا اللاتينية والشرق الأوسط وروسيا وأوروبا الشرقية والاتحاد السوفيتي السابق يصور صوراً للحرب والصراع وصور للقضايا الاجتماعية والسياسية في أوروبا الغربية والولايات المتحدة. ناشتوي غير متزوج ويقيم حاليًا في مدينة نيويورك.
في عام 1994، كان ناشتوي يغطي الانتخابات المقبلة في جنوب أفريقيا، وهي أول انتخابات غير عنصرية منذ عقود. وبصفته شريكا في نادي بانج-بانج، فقد كان في الموقع عندما قتل كين استربروك وأصيب جريج مارينوفيتش بجروح خطيرة.
أصيب ناشتوي سابقا في عمله، لكن خلال تغطيته الواسعة في غزو الولايات المتحدة للعراق تلقي إصابة قتالية له. كان ناشتوي جنبا إلي جنب مع المراسل تايم مايكل فايسكوف، فعملا مع جيش الولايات المتحدة في تركيب الجزء الخلفي من همفي «غزاة القبر»، ثم قاموا بمسح المفرزة. قام أحد المتمردين برمي قنبلة يدوية علي السيارة، أمسك فايسكوف بالقنبلة والقي بها خارج الدبابة، أصيب جنديان في الانفجار، إلي جانب صحفي التايم. تمكن ناشتوي من التقاط عدة صور للطبيب بيلي جرايمز الذي يعالج فايسكوف قبل أن يخرج. تم نقل الصحافيين جواً إلى ألمانيا ثم إلى المستشفي في الولايات المتحدة. تعافى ناشتوي بما فيه الكفاية للعودة إلى الخارج لتغطية تسونامي في جنوب شرق آسيا في 26 ديسمبر 2004.
عمل ناشتوي مع تايم كمصور منذ عام 1984، كان يعمل لدي النجمة السوداء من 1980 إلي 1985، وكان عضوا في صور ماغنوم من عام 1986 إلي عام 2001. في عام 2001، كان عضوا مؤسسا في وكالة الصور، انفصل عنها في 7 أغسطس عام 2011. حضر ناشتوي هجمات 11 سبتمبر 2001 علي مركز التجارة العالمي، وأنتج مجموعة من الأعمال ذات الصلة المعروفة. قام أيضًا بتجميع مقال مصور حول آثار الصراع السوداني على المدنيين.
في عام 2001، تم إصدار الفيلم الوثائقي مصور الحرب، مع التركيز علي ناشتوي وعمله. حصل الفيلم علي جائزة الأوسكار لأفضل فيلم وثائقي، هو من إخراج كريستيان فراي. في 1 فبراير 2014، أصيب ناشتوي برصاصة أثناء تصوير الاحتجاجات السياسية في تايلاند.
ناشتوي هو واحد من ثلاثة فائزين بجائزة النشر لعام 2007. تم فيها منح كل فائز 100000 دولار و «رغبة لتغير شيء في العالم» أن يتم الكشف عنها في مؤتمر النشر لعام 2007، في مونتيري، كاليفورنيا. تعهد العديد من أعضاء مجتمع النشر ومجموعة من الشركات العالمية بتقديم الدعم للمساعدة في تلبية الرغبات. إن رغبة ناشتوي، التي تم الكشف عنها في 8 مارس 2007، هي: «قصة حيوية يجب سردها، وأتمنى أن يساعدني مجتمع النشر في الوصول إليها ومن ثم مساعدتي في التوصل إلى طرق مبتكرة ومثيرة لاستخدام الأخبار والتصوير الفوتوغرافي في العصر الرقمي.»
أولئك الذين يرغبون في مساعدته سيوقعون اتفاقية عدم الكشف، ومساعدته «للوصول إلى مكان في العالم حيث تحدث حاله حرجه وموثقه بالكامل مع التصوير الفوتوغرافي؛ تحديد موعد للكشف عن الصور وإيجاد سلسلة من الطرق المبتكرة لإحداث تأثير قوي عليها، باستخدام تقنيات العرض الجديدة وقوة الإنترنت وكذلك الوسائط؛ واستخدم الحملة لتوليد موارد للمنظمات التي تعمل على معالجة الموقف وتحويله.» تم الكشف عن النتائج المبكرة لهذا العمل في موقع XDRTB.org لتوثيق السل المقاوم للأدوية على نطاق واسع في جميع أنحاء العالم.

## الجوائز
- في عام 1983، حصل علي ميدالية روبرت كابا الذهبية من نادي الصحافة لما وراء البحار.[11]
- في عام 1984، حصل علي الميدالية الذهبية لروبرت كابا من نادي الصحافة لما وراء البحار.[11]
- في عام 1986، حصل علي ميدالية روبرت كابا الذهبية من نادي الصحافة لما وراء البحار.[11]
- في عام 1994، حصل علي ميدالية روبرت كابا الذهبية من نادي الصحافة لما وراء البحار.[11]
- في عام 1995، حصل علي جائزة مؤسسة الصحافة العالمية للصور.[12]
- في عام 1998، حصل علي ميدالية روبرت كابا الذهبية من نادي الصحافة لما وراء البحار.[11]
- في عام 1999، حصل علي الزمالة الفخرية للجمعية الملكية للتصوير الفوتوغرافي.[13]
- في عام 2001، حصل علي جائزة الأوسكار لأفضل فيلم وثائقي لمصور الحرب (2001)، من إخراج كريستيان فري.
- في عام 2002، حصل علي جائزة دان ديفيد من مؤسسة دان ديفيد وجامعة تل أبيب. جائزة قدرها مليون دولار أمريكي لموضوع «الحاضر- الطباعة والإعلام الإلكتروني»، تم مشاركتها مع فريدريك وايزمان.[14]
- في عام 2006، حصل علي جائزة هاينز السنوية الثانية عشر في الآداب والعلوم الإنسانية من مؤسسة عائلة هاينز، بما في ذلك جائزة قدرها 250000 دولار أمريكي.[15]
- في عام 2007، حصل علي واحد من ثلاثة من جوائز النشر لعام 2007.
- في عام 2012، حصل علي جائزة دريسدن للسلام.[16]
- في عام 2016، حصل علي جائزة أميرة أستورياس للتواصل والعلوم الإنسانية.[4]

## المعارض
- في عامي 2002 و 2003، المكتبة الوطنية الفرنسية، باريس.[17]
- في عام 2008، قامت منظمة الكفاح من أجل الحياة والمختبر، باريس بتوثيق الخسائر البشرية الناجمة علي السل والإيدز، مع نص للدكتور آن جولدفيلد، مع أعمال من كمبوديا وتايلاند وأفريقيا وسيبيريا. يرافقه صور فيلم ناشتوي والعديد من علماء الطب المشاركين باهتمام! ندوة للمخرج الأمريكي آسا مادير.[18][19]
- ميموريا، البيت الأوروبي للتصوير، باريس، 2017.[20]

## وصلات خارجية
- جيمس ناشتوي على موقع الموسوعة البريطانية (الإنجليزية)
- جيمس ناشتوي على موقع مونزينجر (الألمانية)
- جيمس ناشتوي على موقع إن إن دي بي (الإنجليزية)
- جيمس ناشتوي على موقع ديسكوغز (الإنجليزية)

- الموقع الرسمي.
- حوار جيمس ناشتوي في مؤتمر تيد: استخدم صوري لوقف انتشار وباء XDR-TB حول العالم.
- معرض الصور VII.
- صورة فيلم لجيمس ناختوي لآسا مادير.
- موقع التايم: التحطم 9/11/2001.
- وثائقي مصور الحرب.
- حوار جيمس ناشتوي.
- جوائز هاينز، صورة جيمس ناشتوي.